# Campeonato FIBA Oceanía de 2015
El Campeonato FIBA Oceanía de 2015 fue la 22ª edición del campeonato de baloncesto de Oceanía. El certamen contó con una serie de dos partido entre Australia y Nueva Zelanda. También sirvió para clasificar un equipo a los Juegos Olímpicos de Río de Janeiro 2016. El primer partido se celebró el sábado 15 de agosto de 2015 en Melbourne, Australia, mientras que el segundo partido se disputó el martes 18 de agosto de 2015 en Wellington, Nueva Zelanda.
Australia ganó los dos partidos de la serie con el resultado general de 160 por 138, clasificando para los Juegos Olímpicos de Río de Janeiro 2016. Mientras que Nueva Zelanda avanzó al Torneo Preolímpico FIBA 2016, el último torneo para clasificar a los Juegos Olímpicos de Río de Janeiro 2016.

## Sedes
| Melbourne         | Melbourne Wellington | Wellington       |
| Rod Laver Arena   | Melbourne Wellington | Arena TSB Bank   |
|                   | Melbourne Wellington |                  |
| Capacidad: 14.820 | Melbourne Wellington | Capacidad: 5.655 |

## Calendario
| 1P | Primer partido | 2P | Segundo partido |

| Agosto   | Agosto | 15 Sáb | 16 Dom | 17 Lun | 18 Mar |
| -------- | ------ | ------ | ------ | ------ | ------ |
| Certamen |        |        |        |        |        |

## Resultados
|           | Resultado general |               |
| --------- | ----------------- | ------------- |
| Australia | 160 - 138         | Nueva Zelanda |

### Primer partido
| 16 de agosto         | Australia | 71–59                | Nueva Zelanda                                                              |                                                                                           |  |  |
|                      | Parciales: 12 - 16, 22 - 10, 15 - 18, 22 - 15                                                                 |                      |                                                                            |                                                                                           |  |  |
|                      | Estadísticas Patrick Mills y David Andersen 17 c/u Ryan Broekhoff 7 Patrick Mills y Matthew Dellavedova 4 c/u | Reporte Pts Reb Asts | Estadísticas Corey Webster 22 Isaac Fotu 10 Isaac Fotu y Mika Vukona 3 c/u | Pabellón: Rod Laver Arena, Melbourne Árbitros: Stephen Seibel Michael Aylen Timothy Brown |  |  |
| Australia lidera 1-0 | |                      |                                                                            |                                                                                           |  |  |
|                      | |                      |                                                                            |                                                                                           |  |  |

### Segundo partido
| 18 de agosto                | Nueva Zelanda                                                                       | 79–89                | Australia                                                                 |                                                                                           |  |  |
|                             | Parciales: 14 - 21, 19 - 19, 20 - 26, 26 - 23                                       |                      |                                                                           |                                                                                           |  |  |
|                             | Estadísticas Corey Webster 16 Mika Vukona y Isaac Fotu 8 c/u cuatro jugadores 3 c/u | Reporte Pts Reb Asts | Estadísticas Matthew Dellavedova 14 Andrew Bogut 10 Matthew Dellavedova 5 | Pabellón: Arena TSB Bank, Wellington Árbitros: Stephen Seibel Michael Aylen Timothy Brown |  |  |
| Australia gana la serie 2-0 |                                                                                     |                      |                                                                           |                                                                                           |  |  |
|                             |                                                                                     |                      |                                                                           |                                                                                           |  |  |

## Clasificados

### Clasificado a Río 2016
| Australia Campeón del campeonato |

### Al preolímpico
| Nueva Zelanda Subcampeón del campeonato |